# Lights Out (2016)
Lights Out is een Amerikaanse horrorfilm uit 2016, geregisseerd door David F. Sandberg. De film is gebaseerd op zijn gelijknamige korte film uit 2013 en ging op 8 juni in première op het LA Film Fest.

## Verhaal
Rebecca denkt haar jeugdangsten achter zich gelaten te hebben wanneer ze alleen is gaan wonen. In haar jeugd kon ze werkelijkheid en verbeelding niet van elkaar onderscheiden zodra het licht uitging. Nu beleeft haar broertje Martin dezelfde onverklaarbare gebeurtenissen. Het is een angstaanjagende mysterieuze entiteit die blijkbaar een verbondenheid had met hun moeder Sophie. Deze is terug aanwezig en Rebecca moet de waarheid achterhalen omdat hun beide levens in gevaar zijn wanneer de lichten uitgaan.

## Rolverdeling
| Acteur             | Personage     |
| ------------------ | ------------- |
| Teresa Palmer      | Rebecca       |
| Gabriel Bateman    | Martin        |
| Alexander DiPersia | Brett         |
| Maria Bello        | Sophie        |
| Billy Burke        | Paul          |
| Andi Osho          | Emma          |
| Amiah Miller       | jonge Rebecca |